# Station Rhoose Cardiff International Airport
Rhoose Cardiff International Airport is een spoorwegstation van National Rail in Vale of Glamorgan in Wales. Het station is eigendom van Network Rail en wordt beheerd door Transport for Wales. Het station ligt bij de nationale luchthaven van het land.